# Elymotrigia kalbica
Elymotrigia kalbica är en gräsart som beskrevs av Kotukhov. Elymotrigia kalbica ingår i släktet Elymotrigia och familjen gräs. Inga underarter finns listade i Catalogue of Life.